# 格沃茲季基夫卡 (邵爾斯區)
51°50′12″N 31°54′21″E / 51.83667°N 31.90583°E
格沃茲季基夫卡（烏克蘭語：Гвоздиківка），是烏克蘭北部的村莊，隸屬切爾尼希夫州的科留基夫卡區。該村面積4.76平方公里，海拔高度114米，2001年人口466，人口密度每平方公里97.9人。